# Гехинское сельское поселение
Гехинское се́льское поселе́ние — муниципальное образование в Урус-Мартановском районе Чечни Российской Федерации.
Административный центр — село Гехи.

## История
Статус и границы сельского поселения установлены Законом Чеченской Республики от 14 июля 2008 года № 45-РЗ «Об образовании муниципального образования Урус-Мартановский район и муниципальных образований, входящих в его состав, установлении их границ и наделении их соответствующим статусом муниципального района, городского и сельского поселения».

## Население
| 2010    | 2012    | 2013    | 2014    | 2015    | 2016    | 2017    |
| ------- | ------- | ------- | ------- | ------- | ------- | ------- |
| 11 744  | ↗12 245 | ↗12 671 | ↗13 051 | ↗13 492 | ↗13 629 | ↗13 836 |
| 2018    | 2019    | 2020    | 2021    | 2023    | 2024    |         |
| ↗14 038 | ↗14 234 | ↗14 350 | ↗15 352 | ↗15 580 | ↗15 772 |         |

## Состав сельского поселения
| № | Населённый пункт | Тип населённого пункта       | Население |
| - | ---------------- | ---------------------------- | --------- |
| 1 | Гехи             | село, административный центр | ↗15 772   |